# Cobitis phongnhaensis
Cobitis phongnhaensis és una espècie de peix de la família dels cobítids i de l'ordre dels cipriniformes. Només s'ha trobat a la seva localitat tipus al parc nacional de Phong Nha – Kẻ Bàng, a Vietnam.
Habita en muntanyes de pedra calcària, presumiblement en rierols de muntanya de les terres altes. S'ha recollit a partir d'exemplars provinents de la pesca de subsistència. Es desconeix l'estat actual de les poblacions.